# 六盘山鸡爪大黄
六盘山鸡爪大黄（学名：Rheum tanguticum var. liupanshanense）为蓼科大黄属下的一个变种。变种加名 liupanshanense 意为“六盘山的”。